# Krefeld-Uerdingen
Krefeld-Uerdingen – stacja kolejowa w Krefeld, w kraju związkowym Nadrenia Północna-Westfalia, w Niemczech. Znajduje się tu pojedynczy peron.